# Thunbergia laborans
Thunbergia laborans är en akantusväxtart som beskrevs av Isaac Henry Burkill. Thunbergia laborans ingår i släktet thunbergior, och familjen akantusväxter. Inga underarter finns listade i Catalogue of Life.